# 财智菁英汇
财智菁英汇（英语：Elite Converge）是凤凰卫视的周播节目，于2010年开播。节目选取时代前沿，探寻不怠，以责任、正义和全球视野，把握世界脉动的商界人物，结合最新信息进行访谈。
本节目曾经由杨爽和白延琴主持，目前的主持人为王莹；2021年起節目更名為「鳳凰群英會」，主持不變。后于2021年9月停播。

## 播出时间[2]
除了在鳳凰衛視中文台播出的是最新內容外，在鳳凰衛視資訊台、鳳凰衛視美洲台、鳳凰衛視歐洲台、鳳凰衛視澳洲版四個頻道所播出的內容均相對較舊，為上周播出的内容。
- 凤凰卫视中文台：香港时间周六08:30-08:55首播，周日10:15-10:45重播
- 凤凰卫视资讯台：香港时间周六12:30-13:00首播，20:30-21:00、周日00:30-01:00重播
- 凤凰卫视美洲台：美国西岸时间周五16:30-17:00首播，23:30-00:00、周六09:30-10:00重播
- 凤凰卫视欧洲台：伦敦时间周六00:30-01:00首播，10:25-10:55、17:30-18:00重播
- 凤凰卫视澳洲版：悉尼时间周六09:30-10:00首播，19:25-19:55、周日02:30-03:00重播

## 节目环节
节目分为两节，这两节通常围绕最新消息进行访谈，其采访对象为时代前沿，探寻不怠，以责任、正义和全球视野，把握世界脉动的商界人物。

## 外部連結
- 节目官網 （页面存档备份，存于）